# Произведение искусства (глава)
Произведение искусства («L’oeuvre d’art») глава из книги «Воображаемое» представляет собой вторую часть заключения ранней работы (1940) Жан-Поля Сартра о воображении («L’imaginaire»), причем содержащиеся в ней выводы и положения сохраняются и в его последующих исследованиях («Критика диалектического разума», 1960).

## Общая характеристика
Сартр рассматривает вопрос о восприятии искусства, его он именует как ирреальное. Концепция заключается в том, что реципиент погружается в состояние «воображающего», когда воспринимает объект искусства. Философ обозначает, что реальным в контексте искусства являются физическое наличие (холст, грунт, мазки краски и проч.), то что «не требует усилий для утверждения своей реальности». В то время как образ, который складывается из красочных пятен на холсте, ирреален. С. объясняет это на примере того, что освещая картину лампой, нам не удается осветить изображенный объект. Мы не можем воздействовать на него как на реальный объект. Художник не может реализовать воображаемый им образ в предмете искусства, он пытается его «объективировать».

### «Воображаемое» на примере живописи
Обращаясь к живописи Анри Матисса, Сартр выводит два типа удовольствия «чувственное» и «реальное». Под «чувственным» философ подразумевает удовольствие, полученное в ходе созерцания определённой манеры письма художника, формы изображаемых объектов, выведенной гаммы цвета и их ансамбль и т. д. Однако данное переживание не рассматривается как эстетическое, лишь как удовольствие чувств. «Реальное» удовольствие, в свою очередь, постигаемо лишь тогда, когда реципиент находится в состоянии созерцания и воображения ирреальных объектов. Что касается «Эстетического наслаждения», то Сартр говорит о том, что оно является реальным, однако прибывает в состоянии не постижимым для себя самого.

### «Воображаемое» на примере драматургии
В данном вопросе Сартр обращается к примерам литературы и драматургии. Актёр, работая над ролью, пытается реализовать персонажа посредством аналога (так слезы актёра мы воспринимаем как слезы героя пьесы). Однако актёр пребывает в ирреальном модусе, пытаясь реализировать придуманный образ героя произведения посредствам своей интерпретации исполнения, он наоборот ирреализирует себя в данном действии. «Не персонаж реализуется в актёре, а актёр ирреализуется в своем персонаже»

### «Воображаемое» на примере симфонии
«Та же музыкальная мелодия не отсылает ни к чему, кроме себя самой». На примере седьмой симфонии Бетховена Сартр демонстрирует, что музыка существует вне времени, вследствие чего она является ирреальной. Кроме того музыка предстает как постоянное отсутствие или непрерывное наличие. Однако её появление вызвано реальностью. В связи с этим, Сартр говорит о том, что человеку трудно вырваться из своего воображаемого (восприятия музыки или созерцания будь то пьеса или любое произведение искусства), поскольку в этот момент осуществляется переход реципиента из воображающей позиции в реальную.

## Цитаты
«Эстетическое созерцание — это спровоцированный сон, переход же к реальности есть подлинное пробуждение»
«Уже из этих нескольких замечаний можно сделать вывод, что реальное никогда не бывает прекрасным. Красота — это ценность, которая применима только к воображаемому и содержит в своей сущностной структуре неантизацию мира»